# Halocline
 (juillet 2020).
Si vous disposez d'ouvrages ou d'articles de référence ou si vous connaissez des sites web de qualité traitant du thème abordé ici, merci de compléter l'article en donnant les références utiles à sa vérifiabilité et en les liant à la section « Notes et références ».

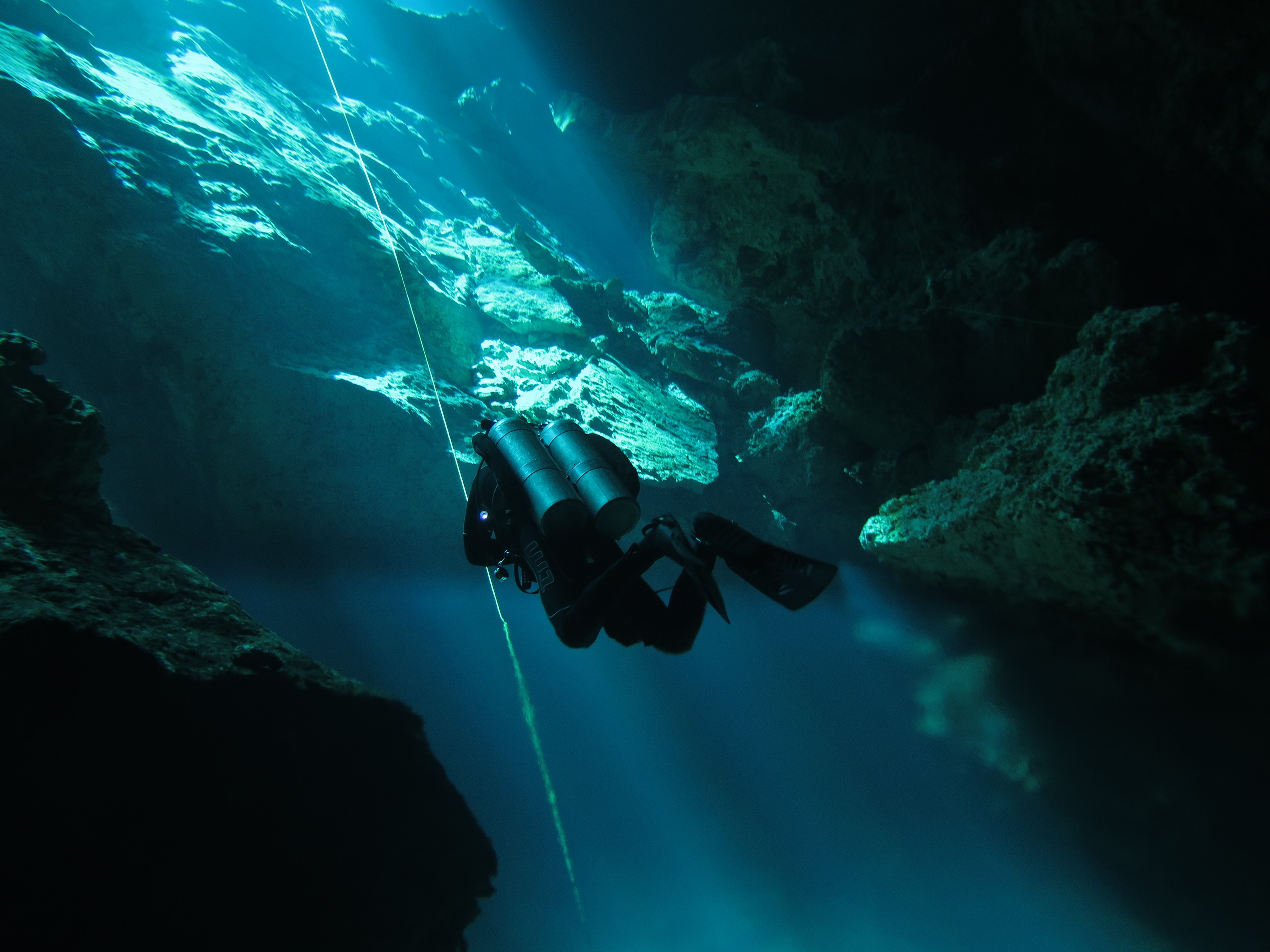

En océanographie, une halocline,, est un sous-type de chimiocline causée par un fort gradient de salinité verticale dans un corps aqueux. Parce que la salinité (de concert avec la température) affecte la densité de l'eau de mer, elle peut jouer un rôle dans sa stratification verticale. L'augmentation de la salinité d'un kg/m3 entraîne une augmentation de la densité de l'eau de mer d'environ 0,7 kg/m3.
Sous les latitudes moyennes, un excès d'évaporation par rapport aux précipitations entraîne une salinisation des eaux de surface plus élevée que dans les eaux profondes. Dans ces régions, la stratification verticale est due à des eaux de surface plus chaudes que les eaux profondes, ainsi l'halocline est déstabilisante. De telles régions peuvent être sujettes à un phénomène de salt fingering (en) qui se traduit par le mélange de salinité des différentes strates.
Dans certaines régions de haute latitude (comme l'océan Arctique, la mer de Béring, et l'océan Austral), les eaux de surface sont  plus froides que les eaux profondes et l'halocline est responsable du maintien de la stabilité des strates d'eau - isolant les eaux de surface des eaux profondes. Dans ces régions, l'halocline est importante, permettant la formation de la banquise et limitant l'échappement de dioxyde de carbone dans l'atmosphère. Les haloclines sont également présents dans les fjords et les estuaires où l'eau douce est déposée à la surface de l'océan. Ils sont aussi communs dans des grottes remplies d'eau près de l'océan ; l'eau douce moins dense provenant des terres forme une couche sur l'eau salée de l'océan.
Une halocline peut être facilement créée et observée dans un verre ou un autre récipient clair. Si l'eau douce est versée lentement sur une quantité d'eau salée, avec une cuillère tenue à l'horizontale au niveau de l'eau pour empêcher le mélange, une couche brumeuse, l'halocline, sera bientôt visible entre les deux strates en raison de la variation de l'indice de réfraction.
Une halocline est le plus souvent confondu avec une thermocline - une thermocline est une zone dans un plan d'eau qui marque un changement drastique de la température.
Tout comme la thermocline, c'est une information cruciale pour les sous-marins militaires, car elle change drastiquement les caractéristiques du milieu, et notamment de la propagation des ondes sonores. Les sous-marins peuvent alors l'utiliser pour se cacher, ou prendre toute autre sorte d'avantages stratégiques sur leur adversaire. Ceux-ci ont tendance, après avoir repéré leur cible, à se cacher de l'autre côté de celle-ci, pour se dissimuler.
Dans le domaine militaire, tout comme une thermocline, une halocline est très utile. En effet, les changements de salinité entraînent des changements de masse volumique et par conséquent modifient les propriétés de transmission des ondes sonores, créant éventuellement des réfractions et des réflexions. Ainsi les sous-marins l'utilisent pour obtenir un avantage stratégique en la traversant pour se dissimuler, en général après avoir repéré une cible. Ainsi ils peuvent être moins détectables ou tromper l'ennemi en lui faisant croire qu'ils sont à un autre endroit.

## Autres types de clines
- Thermocline - Une cline basée sur les différences de température de l'eau ;
- Chimiocline - Une cline basée sur les différences de composition chimique de l'eau ;
- Pycnocline - Une cline basée sur les différences de densité de l'eau.